# Велики Жам
Велики Жам (рум. Jamu Mare — Жаму Маре) насеље је у Румунији у округу Тимиш у општини Велики Жам. Oпштина се налази на надморској висини од 98 m.

## Прошлост
По "Румунској енциклопедији" место се јавља у списима 1343. године. Помиње се 1690-1700. године као "Сехам" састављен од 67 домова. Епидемија куге је до 1740. године уништила староседелачко становништво. Половином 18. века уследиле су колонизације Немаца, који ће подићи 152 нове куће.
Аустријски царски ревизор Ерлер је 1774. године констатовао да место "Велики Жам" припада Жамском округу, Вршачког дистрикта. Становници су били претежно Власи.
До своје смрти 1897. године власник спахилука у месту био је барон Милош Бајић. Нови власник по тестаменту постао је тада син синовца Милана - Михајло Бајић.
Године 1924. по споразуму две државе, враћено је то место Краљевини Румунији.

## Становништво
Према подацима из 2002. године у насељу је живело 3327 становника.

### Попис2002.
| Расподела становништва по националности 2002.‍ | Расподела становништва по националности 2002.‍ | Расподела становништва по националности 2002.‍ | Расподела становништва по националности 2002.‍ | Расподела становништва по националности 2002.‍ |
| --------------------------------------------- | --------------------------------------------- | --------------------------------------------- | --------------------------------------------- | --------------------------------------------- |
|                                               |                                               |                                               |                                               |                                               |
| Румуни                                        | Румуни                                        |                                               | 2.893                                         | 87,0%                                         |
| Мађари                                        | Мађари                                        |                                               | 243                                           | 7,3%                                          |
| Роми                                          | Роми                                          |                                               | 73                                            | 2,2%                                          |
| Украјинци                                     | Украјинци                                     |                                               | 5                                             | 0,2%                                          |
| Немци                                         | Немци                                         |                                               | 63                                            | 1,9%                                          |
| Срби                                          | Срби                                          |                                               | 6                                             | 0,2%                                          |
| Словаци                                       | Словаци                                       |                                               | 3                                             | 0,1%                                          |
| Бугари                                        | Бугари                                        |                                               | 3                                             | 0,1%                                          |
| Чеси                                          | Чеси                                          |                                               | 35                                            | 1,1%                                          |

### Хронологија
| Година       | 1992 | 1993 | 1994 | 1995 | 1996 | 1997 | 1998 | 1999 | 2000 | 2001 | 2002 | 2003 | 2004 | 2005 | 2006 | 2007 | 2008 | 2009 | 2010 | 2011 | 2012 | 2013 | 2014 | 2015 | 2016 | 2017 |
| ------------ | ---- | ---- | ---- | ---- | ---- | ---- | ---- | ---- | ---- | ---- | ---- | ---- | ---- | ---- | ---- | ---- | ---- | ---- | ---- | ---- | ---- | ---- | ---- | ---- | ---- | ---- |
| Становништво | 3460 | 3490 | 3524 | 3489 | 3512 | 3488 | 3466 | 3428 | 3409 | 3372 | 3339 | 3313 | 3281 | 3244 | 3246 | 3248 | 3247 | 3207 | 3158 | 3141 | 3125 | 3097 | 3118 | 3120 | 3102 | 3092 |